# カーチャ・カバノヴァー

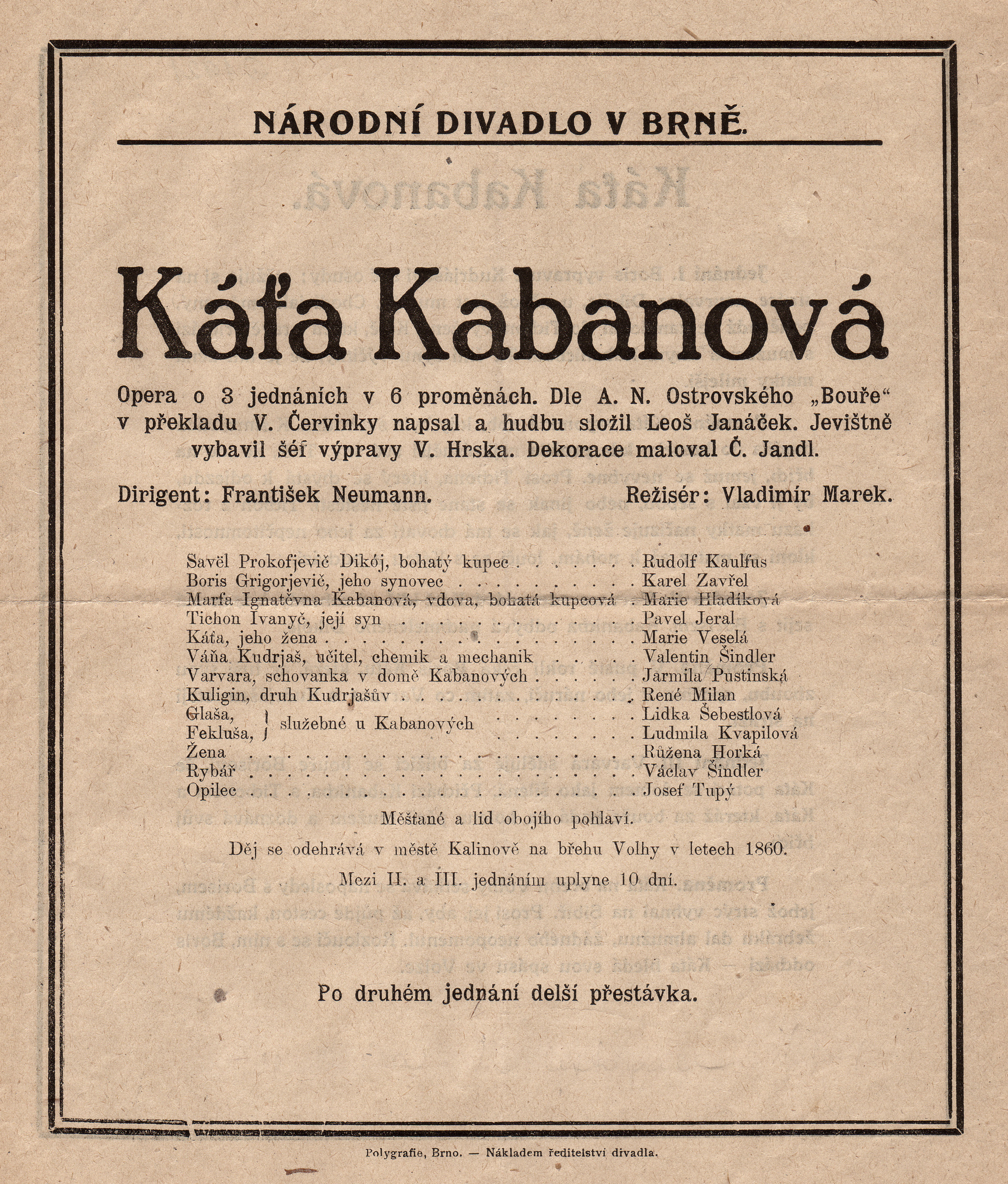
初演時のポスター

『カーチャ・カバノヴァー』（チェコ語: Káťa Kabanová）は、レオシュ・ヤナーチェク作曲の全3幕のチェコ語のオペラで、ロシアの作家アレクサンドル・オストロフスキーの戯曲『嵐』（1859年）を原作としている。リブレットは、ヴィンツェンツ・チェルヴィンカによる『嵐』のチェコ語訳を基にヤナーチェクが作成した。
1921年11月23日にブルノ国民劇場にて初演された。

## 概要

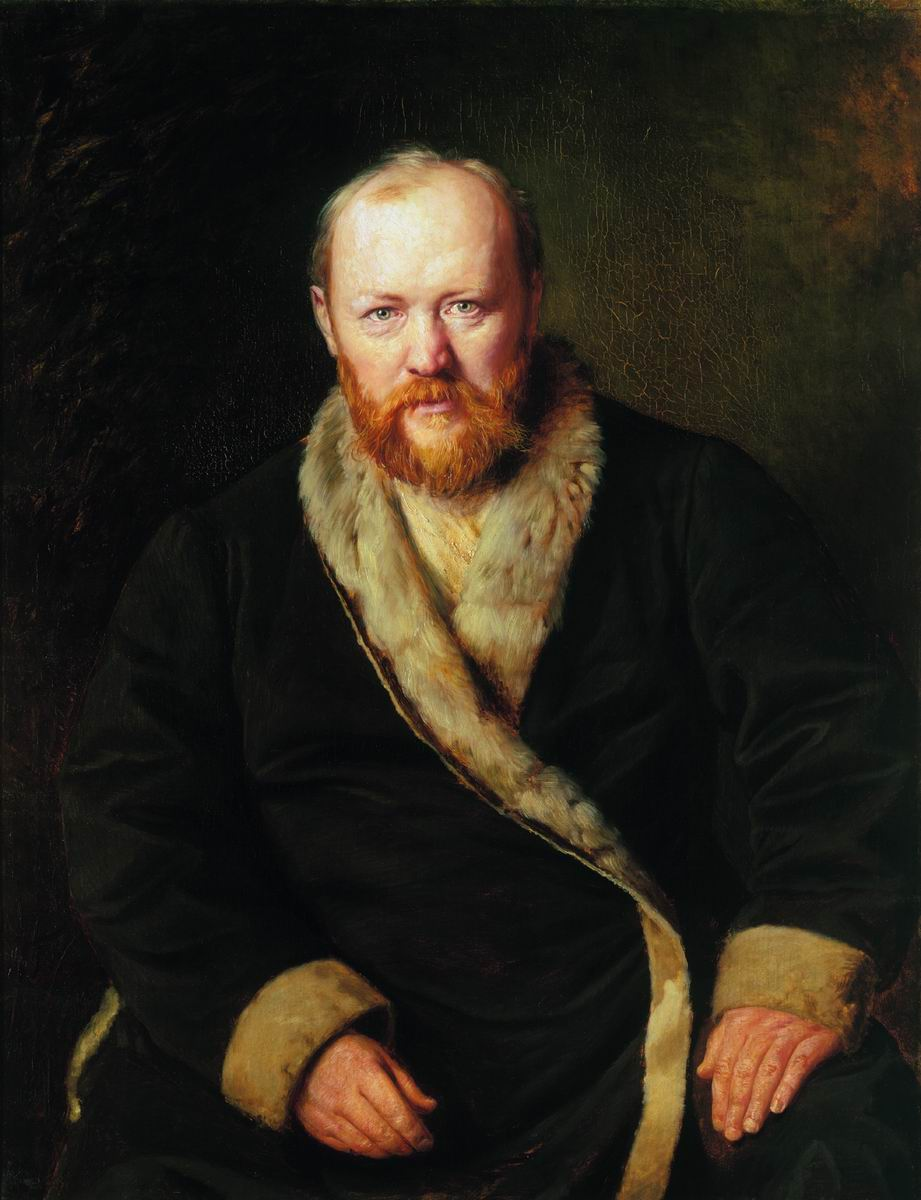
オストロフスキー

ヤナーチェクが作曲したオペラ９作品のうち６番目の作品にあたり、作曲は1919年から1921年の間に行われた。彼の晩年の円熟期は本作から始まっている。38歳年下の人妻カミラ・シュテスロヴァーに献呈されている。ヤナーチェクはモラヴィアを中心に民謡の採譜活動を積極的におこなったが、この経験から得られた話し言葉を生かした独特の〈語り旋律〉の手法を用いている。

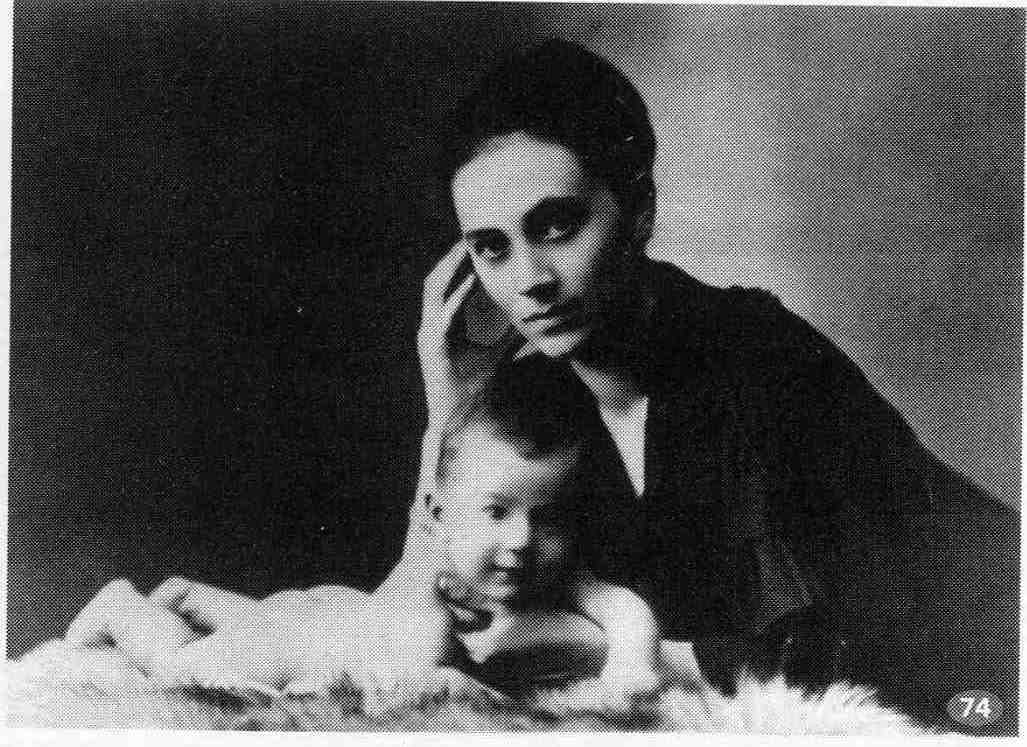
カミラ・シュテスロヴァー

永竹由幸は「姑にいびられて、不甲斐ない夫への腹いせに浮気する若妻の心理が克明に描かれている。特に、浮気を決意するとこの音楽など心憎いほどで、ヤナーチェクの鋭い洞察力を示す心理劇の名作である」と評している。
『ラルース世界音楽事典』によれば、オストロフスキーの主題の中に、ヤナーチェクは並外れた力と全く自分に合った熱い抒情性を見出したに違いない。いつものような主題の精髄を表現しようとするヤナーチェクは、首尾よく原作を２時間以内のオペラに凝縮した。彼は宗教道徳や幸福を抑制するものと見なされる社会的規範への批判に敏感であった。最も深遠でひそやかな歌の数々がこのオペラ全体で最も感動的で純粋なヒロインであるカーチャにあてられている。透かし模様のように現れてくるのは、ヤナーチェクに霊感を与えたカミラ・シュテスロヴァーで、この人妻にヤナーチェクは恋をしていたのであり、彼女が彼の晩年の12年間を支配していたのである。主題に基づくヤナーチェクの作品は極めて綿密で均質である。音楽は比類ない美しさを持ち、恐ろしげで苦悶するようであったり、甘美で抒情的であったりし、極めて濃密で簡潔である。
オストロフスキーの原作においては、ロシアの小商人階級や旧式な家長制度に対する批判と共に、人間の宿命の悲劇的本質が描かれているが、原作においては前者が最大のテーマとなっていたが、ヤナーチェクによる本作では後者がメインの主題となっていると見られる。

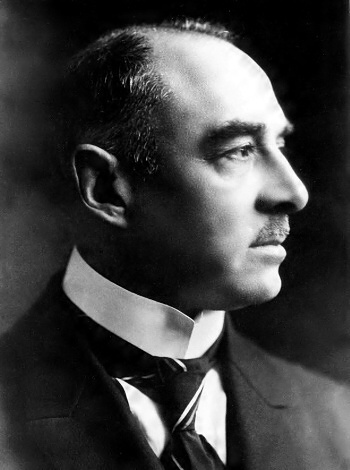
初演の指揮者ノイマン

ロシアの封建的な家長制度の抑圧、その無知、気まま放題な横暴ぶりやそれに対処する被抑圧者を見事に描いている。被抑圧者は次の3つのタイプに分類される。第一は多少なりとも抵抗力を付与された強い性格の所有者で、あらゆる狡い手段を弄して圧政者の目をくらましながら自分の生活欲のはけ口を求めているヴァルヴァラのような存在。第二は、完全に暴君の犠牲となり、全く自分の意志と言うものを持たぬ無人格の奴隷となるほか道がない弱者であるチホンのような存在。第三は、無知と暴虐に屈服し切れないだけのものを持ちながら、最後まで自己を守り通すだけの強さもなければ、そうかといって偽りによって表面を取り繕うにはあまりにも正直すぎるカーチャのような存在である。カーチャは結局、悲惨な破局を免れ得ないのである。
ホースブルグによれば、カバニハの人々に対する最後の、だが断固とした感謝の言葉から極めて明白に分かるのは、カーチャの死、チホンの絶望、ボリスの追放、そして、クドルヤーンとヴァルヴァラの出立にも拘らず、この小さな町の状況はそれらに何ら影響されないであろうということだ。このオペラの大部分を占めている闇はカバニハとジコイが代表する商人階級に支配された村社会における厳しい抑圧を、この上なく明白に反映している。何事も変わらないであろう。音楽自体がこの点を強調している。ヤナーチェクとしては珍しく、最初と同じ調（変ロ短調）で終わっている。しかし、ヤナーチェクの音楽は愛の喜びと苦悩とを極めて雄弁に力強く主張しており、口にもされず、歌われもしないが、希望がある。つまり、カーチャの悲劇は完全に無駄ではなかったろうという感情があとに残る。稀薄ではあるとは言え、この二重のイメージが、確かにあらゆるオペラの中で最高の部類に属するこの作品を聴いた後、いつまでも残る感動を与えてくれるのだ。
『新グローヴ オペラ事典』によれば、「本作は台本に関する限りでは、最も伝統的なものだが、死の数カ月前、この作品を捧げたカミラ・シュテスロヴァーに語ったところによると、彼の最も愛しい作品でもある。ヤナーチェクの彼女に対する情熱がカーチャ像を生み、このオペラ全体にみなぎっている。それは序曲冒頭のほとんど無に等しい状態から湧きおこり、オペラの最後で運命と有無を言わせぬ抑圧を暗示する残酷なティンパニの主題によってはじめて鎮められるのである」。
フレデリック・ロベールによれば、本作は異色の作曲家によるロシア版『ボヴァリー夫人』の悲劇的運命を描いている。ヤナーチェクは最大限話し言葉に接近しようとして、バラバラになってしまったような印象を与えているが、実は大きな成果を上げている。

## 音楽

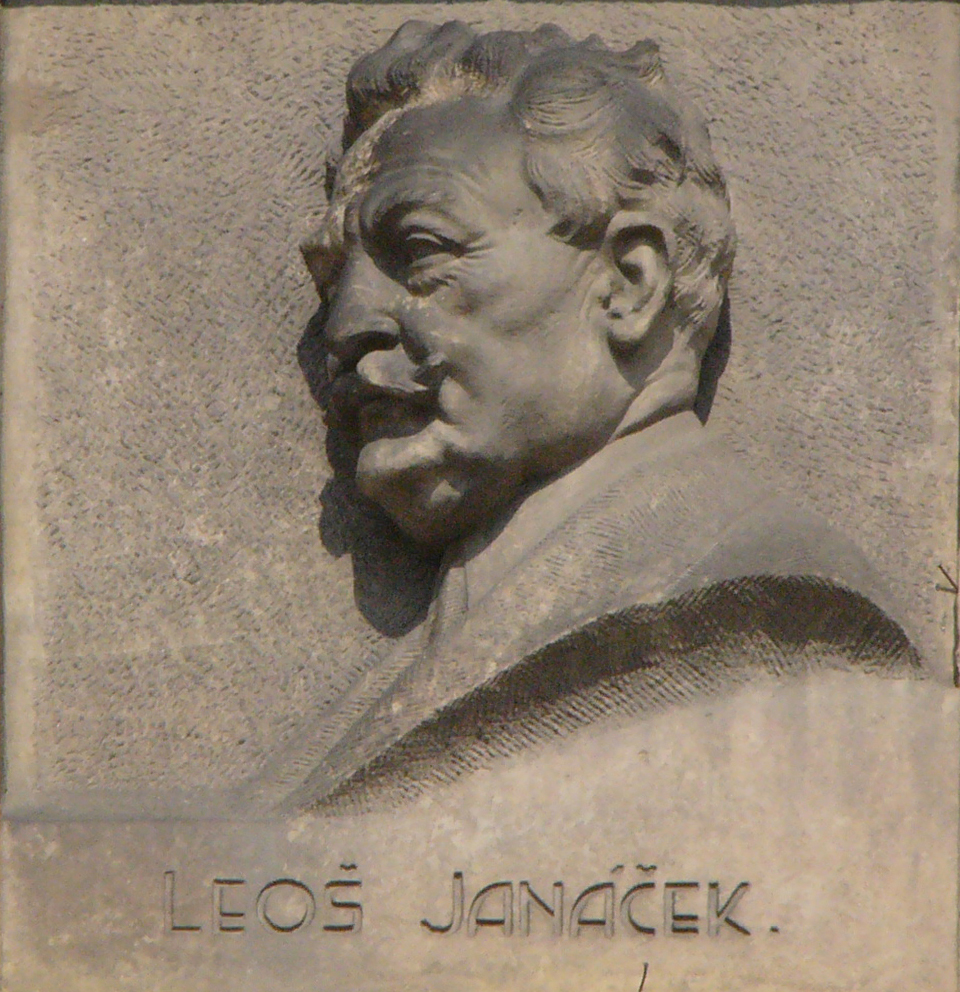
ヤナーチェク

音楽的に見ると本作は『イェヌーファ』と並んで、あるいはそれ以上に、ヤナーチェクのオペラの中でも特に抒情味豊かな歌がとうとうと流れる。だが、その抒情の質は常套的ではなく、ほの暗い神秘的なムードに包まれた悲劇的な抒情に傾いているし『イェヌーファ』に比べれば色彩の変化も乏しくなっている。そのことが本作にイタリアのヴェルディのオペラやヴェリズモ・オペラとは異質な劇的緊張をもたらすことにもなっているのである。また、ヤナーチェク特有の少数の核となる動機から全曲を作り上げていく手法も独創的な心理描写と結びつきながら、ますます巧緻の度を上げていてオペラ作曲家としてのヤナーチェクの特徴をいよいよ鮮明にした傑作となっている。
ヤナーチェクの音楽の特徴は4度の和声、不協和音の旋律的なつながり、全音音階、律動的対位法の重要性、応答主題のテンポを金管楽器と木管楽器とで異なるようにした管弦楽法、鳥の鳴き声の再現、笑いや涙、群衆の効果、空間的な移動などの印象を与えるようなダイナミックな合唱隊である。しかし、ヤナーチェクは自ら新しさを求めたのではない。彼は新しい音楽造形に対する直観と才能を持っていたのであって、特にオペラの分野で最も偉大で最も独創的な作曲家の一人なのである。
グラウトによれば、「ヤナーチェクはチェコ語のリズムを基本に、豊富な和声をつけた印象深いスタイルを開いた。彼の和声はムソルグスキーやフランス印象派から影響を受けているが、原始的な力のこもる簡潔な表現、節約される手段を有効に用いる点など現代的な響きをもっている」。

## 初演後
イギリス初演は1951年 4月10日にロンドンのサドラーズ・ウェルズ劇場で、指揮はチャールズ・マッケラスで、出演はシュアード、R・ジョーンズらであった。
米国初演は1957年11月26日にクリーヴランドなのカラムハウスにて、ピアノ伴奏で行われた。さらに、1960年8月2日にニューヨークのエンパイア・ステート音楽祭で本格的な上演がなされた。出演はシュアード、ドリー、ペトラーク、ガリ、フランクルら、指揮はハラスであった。
日本初演は1981年11月20日に二期会により日生劇場にて、大川隆子のカーチャ、下野昇のボリス、西明美のカバニハの配役、佐藤信の演出、日本語訳詞にて行われた。指揮はヤン・ポッパー、演奏は東京交響楽団と二期会合唱団であった。

## 登場人物
| 人物名                            | 原語                                 | 声域                  | 役柄                                                            | 初演時のキャスト 指揮： フランティシェク・ノイマン |
| --------------------------------- | ------------------------------------ | --------------------- | --------------------------------------------------------------- | -------------------------------------------------- |
| カチェリーナ (カーチャ)           | Katerina (Káťa)                      | ソプラノ              | チホンの妻                                                      | マリー・ヴァセラ (Marie Veselá）                   |
| ボリス・グリゴリェヴィチ          | Boris Grigorjevič                    | テノール              | ジコイの甥                                                      | カレル・ザヴジェル (Karel Zavřel）                 |
| ヴァルヴァラ                      | Varvara                              | メゾソプラノ          | カバノフ家の養女                                                | ヤルミラ・プスティンスカ (Jarmila Pustinská）      |
| マルファ・カバノヴァー (カバニハ) | Marfa Ignatěvna Kabanová (Kabanicha) | コントラルト (アルト) | 裕福な豪商カバノフ家の未亡人                                    | マリー・フラディコヴァ (Marie Hladíková）          |
| チホン・イヴァノヴィッチ          | Tichon Ivanyč                        | テノール              | カバニハの息子                                                  | パヴェル・イェラル （Pavel Jeral）                 |
| サヴィオル・ジコイ                | Savël Prokofjevic Dikój              | バス                  | 商人                                                            | ルドルフ・カウルフス (Rudolf Kaulfus）             |
| ヴァーニャ・クドリャーシ          | Vana Kudrjas                         | テノール              | ヴァルヴァラの恋人・教師・薬剤師・技師 （ジコイに雇われている） | ヴァレンティン・シンドレル                         |
| クリギン                          | Kuligin                              | バリトン              | クドリャーシの友人                                              | ルネ・ミラン （René Milan）                        |
| グラーシャ                        | Glaša                                | メゾソプラノ          | カバノフ家の家政婦                                              | リドカ・シェベストロヴァ （Lidka Šebestlová）      |
| フェクルーシャ                    | Fekluša                              | メゾソプラノ          | カバノフ家の家政婦                                              | ルドミラ・クヴァピロヴァ （Ludmila Kvapilová）     |
| 合唱：市民                        |                                      |                       |                                                                 |                                                    |

## 楽器編成
- 木管楽器:フルート4（3番と4番は持ち替えでピッコロ2）、オーボエ3（3番は持ち替えでコーラングレ）、クラリネット3（3番は持ち替えでバス･クラリネット）、ファゴット3（3番は持ち替えでコントラファゴット）
- 金管楽器:ホルン4、トランペット3、トロンボーン３、チューバ
- 打楽器:ティンパニ、バス・ドラム、大太鼓、シンバル、鐘、グロッケンシュピール、木琴
- その他:弦5部、ハープ、ヴィオラ・ダモーレ、チェレスタ

## 演奏時間
第1幕：約35分、第2幕：約30分、第3幕：約30分　合計：約1時間35分

## あらすじ
時と場所：1860年代のカリノフ（ロシアのヴォルガ河畔の町）

### 序曲
この序曲はオペラを開始する音楽として最も印象的なものの一つと考えられる。長く延ばされた低弦の和音が短い旋律的フレーズに膨らんで、8つの音からからなるティンパニの動機ところで休止する。続くアレグロの動機はテンポを速め、鈴の響きと渦巻くようなフルートの音型を背景にして、オーボエに引き継がれる。この音型は後にチホンの出発を表すことになる。カーチャの運命は彼の不在の間に決せられるのである。これとは対照的なエスプレッシーヴォの主題はカーチャを表すが、それは奏でられるたびにティンパニの主題に抑え込まれる。このオペラの展開の縮図となっている。

### 第1幕

#### 第1場
カバノフ家の前のヴォルガ河畔にある公園、ある日の午後
ヴォルガ河畔は温暖な陽光を浴びて落ち着いた佇まいを見せている。カバノフ家に雇われているクドリャーシがカバノフ家の家政婦グラーシャにヴォルガ河の景観を賛美している。すると商人のジコイが甥のボリスを怠け者と罵倒しながらやって来る。女主人はカバノフを探している。グラーシャが公園にいると答え、家に入る。ジコイが公園に向かって去って行くと、クドリャーシが残されたボリスにどうしてあんな風に言いなりになって我慢しているのかと問う。すると、ボリスは事情を静かに語り始める。彼は両親の死後、祖母の遺言により叔父のジコイのもとに身を寄せ、敬意を示したなら、自分と妹がジコイの遺産を相続できると定められていたのだ。ボリスは親戚の所にいる妹のためにも、自分がこの屈辱的な状況に耐えなければならないのだと悩みを打ち明ける。ボリスは、恋の悩みも打ち明け始める。ボリスは今、恋情を持っている女性は運悪くも人妻なのだと迂闊にも打ち明けてしまう。驚いたクドリャーシはそんな危険な恋は諦めるべきだと諭される。オーケストラが間奏を奏でる間、二人はボリスが恋焦がれるカーチャをじっと見詰める。カーチャはカバノフ家の女主人カバニハ、息子のチホン、カバノフ家の養女ヴァルヴァラと共に教会から帰ってきたところである。ボリスは咄嗟に身を隠す。カバニハは息子のチホンに恒例のカザンの市場へ旅に出るよう命令する。カバニハは最近チホンは嫁の肩ばかり持って、母親である自分を冷たく扱っているとチホンに不満をぶつける。チホンも妻のカーチャも真っ向から否定し、カバニハをなだめる。しかし、カバニハはカーチャに刺々しく悪態をつき、カーチャが家の中へ入った後も、嫁の態度が悪いとチホンをくどくどと責め続ける。カバニハが家に入った後、事の成り行きを見ていたヴァルヴァラまでがカーチャへの同情を示す。そして、全く不甲斐ないチホンを責めるのだった。

#### 第２場
カバノフ家の居間
ヴァルヴァラはカーチャが結婚する前の自分がいかに気楽で幸福だったかを懐かし気に語るのを聞いている。さらに、カーチャは毎日姑にいびられる生活を思うと鳥のように自由に空を飛んでいきたくなると語る。そんな時は教会で幻覚に捕らわれることがあると言う。その瞬間周期的に表れる抒情的な旋律が奏されるが、カーチャ思いが高揚すると、何かの災難に襲われるような気がすると語ると、音楽のテンポが速まり、音高も上昇する。ヴァルヴァラはカーチャが何か病気を患っているのではないかと言う。音高のテンポが緩み、ただの病気と言うことではないと言い、さらに、心の深層について明かし始める。悪魔が自分に囁くのだと言うと、コーラングレで始まる曲がりくねった主題が突き刺さるように奏でられる。ヴァルヴァラはカーチャにそれは一体どういうことなのかと問う。カーチャは「眠れないのよ」と打ち明ける。カーチャは夫以外の男声を愛してしまったと言う。ヴァルヴァラがすぐさまカーチャに共感を示すと、カーチャは誰かが自分を抱きしめるようにして囁き続け、その男と駆け落ちすることを想像してしまうと言う。ヴァルヴァラはカーチャさらにその先を聴きたがるが、カーチャは話そうとしない。そこへ、旅支度をしたチホンがやって来る。カーチャは夫に抱きつくと、自分の悪い妄想を打ち消して欲しいと言わんばかりに自分も連れていって欲しいとせがむが、カーチャの本心など微塵も理解できないチホンは我慢して待っていてくれと冷たく断り、分別を持って欲しいと言う。それなら、せめて貴方のいない間、他の人とは関わらないように言いつけて行って欲しいとカーチャが懇願する。すると、姑のカバニハが現れて「妻たるもの礼儀正しく姑をたて、良く働き、他の男には目をくれてはならない」と夫が留守中の妻の心得をカーチャに命じていけと息子に言う。チホンは弱々しく抗議するものの逆らえず、屈辱的にも命令を復唱させられ、場を立ち去る。夫婦の間には何の言葉もなく、別れを惜しみチホンに抱きつくカーチャを見たカバニハは人前で妻が夫に抱きつくとは罵倒するのだった。

### 第2幕

#### 第１場
カバノフ家の一室、午後おそく
ヴァルヴァラとカーチャが一緒に刺繍をしていると、カバニハがうちの嫁は夫が長旅に出ているのに寂しがる気配もないと忌々しそうに小言を言い立ち去る。ヴァルヴァラの主題（ヴィオラに官能的なフルートとチェレスタによる裏拍の和音が伴う）が意味のある形で現れ、これにより雰囲気が一変する。ヴァルヴァラはカーチャがボリスを愛していることを察し、自分が愛人のクドリヤーシと逢引するために入手しておいた鍵をカーチャに意味あり気に渡す。「あの人」に会ったら、木戸まで来るように言いましょうかと言って立ち去る。罪の意識に苛まれながらも、鍵をポケットに入れてしまう。これは運命なのだと悟り、ボリスに会う決意を固めると、カーチャの心は期待で膨らんでいく。カーチャが立ち去ると、酔ったジコイがカバニハを思わせぶりな態度で、口説きながら入って来る。カバニハはそれほどはっきり拒絶するわけではないが、ジコイのだらしなさを見下し、道徳心を持てと諭すのだった。ヤナーチェクは最後の部分にコミカルな間奏曲を書き加えている。

#### 第2場
カバノフ家の庭の木戸の外、夏の夜
その日の夜。短い前奏曲はためらうような主題と抒情的な主題とが交互に現れる。クドリャーシが恋人のヴァルヴァラを待ちギターを弾いている。彼は二連からなる歌〈ある朝早く少女が散歩に出た。〉を歌う。すると、ボリスがやって来る。クドリャーシがこんな所で何をしているのだと尋ねると、ボリスはある娘からからここに来るよう言われたと答える。クドリャーシは彼とカーチャとの逢引を悟り、ボリスに人妻にとってこれは危険なことだと警告する。ヴァルヴァラは〈川の向こうに私のヴァーニャが待っている〉を歌いながらやって来ると、クドリャーシは2番の歌を歌う。ヴァルヴァラはボリスにここで待つようにと言うと、クドリャーシと共に川のほうへ去って行く。そこへカーチャが現れる。ボリスは彼女の顔を見るなり自分の恋情を抑制できずに、カーチャの手を取って、愛を告白する。カーチャは困惑しながらも後ろめたそうに拒否する素振りを見せる。前奏曲の抒情的な主題が奏でられると共に、抵抗を止めると、ボリスは激情を顕わにする。カーチャは罪悪感に苛まれるが、ボリスへの愛を確信し、自ら破滅への道を選択する。ヴァルヴァラが戻って来て、あっちにいい場所があると言うので、ボリスとカーチャはそこへ向かう。夜が更けてきたので、ヴァルヴァラが頃合いを見計らって、２人を呼び戻す。ヴァルヴァラとカーチャは木戸を通り抜けこっそりと帰って行く。輝かしい和音の中、幕が下りる。

### 第3幕

#### 第１場
２日後、ヴォルガ河を見下ろす廃墟、夕暮れ時
クドリャーシと友人のクリギンが雷雨の中、廃墟で雨宿りをしているところへ、ボリスの叔父ジコイもやって来る。クリギンは廃墟の壁に辛うじて見とれるくらいの地獄の責め苦の壁画が描かれていることに気づく。クドリャーシとジコイがたわいのない議論を交わしている間に嵐はおさまり、人々は外へ出ていく。すると、ヴァルヴァラが現れ、クドリャーシを呼び止めると、次に遠くに姿の見えるボリスを呼びよせる。ヴァルヴァラは２人にチホンの帰りが早まって、カーチャが罪悪感で錯乱しており、夫にすべてを打ち明けようとしていると言う。そこへカーチャがやって来ると、ボリスとクドリャーシはとりあえず身を隠す。ヴァルヴァラは激しく動揺するカーチャを落ち着かせようとするが、通行人たちはカーチャの様子がおかしいので不審に思う。そこへカバニハとチホン、ジコイが現れる。嵐が一層激しくなる中、カーチャは皆の前にひざまずいて、自らの不貞を告白してしまう。カバニハが開いては誰かと問うと、ボリスだということも告げると、そのまま気を失ってしまう。その後意識を取り戻したカーチャは、夫の手を振りほどいて外へと飛び出し走り去る。外は再び嵐が激しくなっていた。嵐の音が続く中、次の場面に入る。

#### 第2場
夕闇が迫るヴォルガ河畔
行方不明のカーチャを捜すべく、チホンとグラーシャ現れる。チホンはカバニハが妻を生き埋めにしろと言っているが、手など出せるはずがないと言う。ヴァルヴァラが現れて、部屋に閉じ込められた、カバニハは何を言っても聞く耳を持たず、危険だと訴える。恋人のクドリャーシは一緒に逃げようと言われ、２人は新しい生活を夢見てモスクワへ旅立ってしまう。その頃カーチャは、死を覚悟し彷徨っていたが、何もかも忘れてボリスと一緒になりたいという儚く虚しい夢も捨て切れずに持っていた。カーチャが一人姿を現すと、オーボエとヴィオラ・ダモーレの抒情的な主題を背景に、自分の告白を悔い、それが無益であったばかりでなく、ボリスにも屈辱を与えてしまったことを嘆く。そこへ当のボリスが現れるのだが、彼は叔父のジコイからシベリア行きを命ぜられたと別れを告げ去っていく。カーチャはボリスには自分をこの状況から救ってくれる力はないことを思い知らされる。彼女は復讐心に燃える姑と酒浸りの夫のもとに残されることになる。反復されるティンパニと小鳥のさえずりのような動機の中で、カーチャは花で覆われた自分の墓に小鳥たちが訪れるさまを想像する。もう全てが終わったとの想いを抱きカーチャは胸の前で十字を切り河へと身を投げて、不倫の恋を清算する。
河から女性の溺死体があがったと、通行人が騒ぎたてる。チホンが駆けつけ、冷たくなった妻を抱き締め、全部母が悪いのだとカバニハを激しく責める。カバニハは、無表情で「有難うございました。皆様のご親切に感謝します。」と集まった人々に礼を言う。歌詞の無い合唱が響き渡り、静かに終焉となる。

## 主な全曲録音
| 年   | 配役 カーチャ ボリス カバニハ ヴァルヴァラ                                                                    | 指揮者、 管弦楽団および合唱団                                                                                              | レーベル                                                                                      |
| ---- | --- | --- | --------------------------------------------------------------------------------------------- |
| 1976 | エリーザベト・ゼーダーシュトレーム ペテル・ドヴォルスキー ナジェジュダ・クニプロヴァー リブシェ・マーロヴァー | チャールズ・マッケラス ウィーン・フィルハーモニー管弦楽団 ウィーン国立歌劇場合唱団                                         | CD: Decca EAN: 0028942185227                                                                  |
| 1988 | ナンシー・グスタフソン バリー・マコーリー フェリシティ・パーマー ルイーズ・ウィンター                         | アンドリュー・デイヴィス ロンドン・フィルハーモニー管弦楽団 グラインドボーン音楽祭合唱団 演出:ニコラウス・レーンホフ       | DVD: Arthaus Musik EAN: 4006680101583                                                         |
| 1998 | アンジェラ・デノケ デイヴィッド・キューブラー ジェーン・ヘンシェル ダグマール・ペツコヴァ                     | シルヴァン・カンブルラン チェコ・フィルハーモニー管弦楽団 スロバキア・フィルハーモニー合唱団 演出:クリストフ・マルターラー | DVD:NBC ユニバーサル・エンターテイメントジャパン EAN:4988102341350 CD:Orfeo EAN:0675754071820 |
| 2022 | コリーヌ・ウィンターズ デイヴィッド・バット・フィリップ エヴェリン・ヘルリツィウス ヤルミラ・バラジョヴァー   | ヤクブ・フルシャ ウィーン・フィルハーモニー管弦楽団 ウィーン国立歌劇場合唱団 演出:バリー・コスキー                         | DVD:C Major EAN:4909346032552                                                                 |